# Silene aegyptiaca
Silene aegyptiaca (L.) L.f. – gatunek rośliny należący do rodziny goździkowatych (Caryophyllaceae Juss.). Występuje naturalnie w Egipcie, według innych źródeł także w Izraelu oraz w górach Antyliban. 

## Taksonomia
Standardowy opis gatunku został dokonany przez Karola Linneusza (1707–1778), szwedzkiego przyrodnika, lekarza i zoologa. Obserwacje tej rośliny były kontynuowane przez jego syna. 

## Rozmieszczenie geograficzne
Rośnie naturalnie w Egipcie, w górach muhafazy Synaj Południowy. Inne źródła podają, że występuje także na Wzgórzach Golan, w Galilei, dolinie Jordanu, Parku Narodowym Góry Karmel, Wzgórzach Samarytańskich, na Pustyni Samarytańskiej, równinie Szaron, równinie Szefela, pustyni Negew oraz w pobliżu miasta Ejlat. Ponadto gatunek został zaobserwowany u podnóży góry Hermon w paśmie górskim Antyliban. Sam szczyt góry należy do Syrii, lecz w pobliżu przebiegają granice z Libanem i Izraelem. 

## Morfologia
PokrójDorasta do 10–35 cm wysokości.
LiścieUlistnienie naprzeciwległe. Liście całobrzegie.
KwiatyObupłciowe. Każdy kwiat posiada 5 różowych płatków, z czego każdy ma 2 występy zębów na górze i wycięcia w podstawie. Kwitnie od stycznia do kwietnia.
OwoceWielonasienna, pękająca torebka.

## Biologia i ekologia
Roślina jednoroczna, efemeryczna. Występuje w zimozielonych formacjach roślinnych zwanych garigiem. Lubi stanowiska dobrze nasłonecznione.

## Ochrona
W Czerwonej księdze gatunków zagrożonych został zaliczony do kategorii NE (not evaluated) – jego statusu według kryteriów IUCN nie określono.